# Forcipomyia archboldi
Forcipomyia archboldi är en tvåvingeart som beskrevs av Meillon och Wirth 1980. Forcipomyia archboldi ingår i släktet Forcipomyia och familjen svidknott.
Artens utbredningsområde är Dominica. Inga underarter finns listade i Catalogue of Life.